# Huai’an
Huai’an (chiń. 淮安; pinyin Huái’ān) – miasto o statusie prefektury miejskiej we wschodnich Chinach, w prowincji Jiangsu, port nad Wielkim Kanałem. W 2010 roku liczba mieszkańców miasta wynosiła 557 565. Prefektura miejska w 1999 roku liczyła 5 024 838 mieszkańców. Ośrodek przemysłu maszynowego, spożywczego, bawełnianego i chemicznego.
Obecna nazwa miasta została wprowadzona w 2001 roku; wcześniej nosiło ono nazwę Huaiyin (淮阴, Huáiyīn).

## Miasta partnerskie
- Płock (od 2010 roku)